# NGC 6378
NGC 6378 (również PGC 60418 lub UGC 10884) – galaktyka spiralna (Sbc), znajdująca się w gwiazdozbiorze Wężownika. Odkrył ją Édouard Jean-Marie Stephan 13 lipca 1876 roku.
W galaktyce tej zaobserwowano supernową SN 2006ap.